# Dimangandecacarbonyl
Dimangandecacarbonyl ist eine chemische Verbindung des Mangans aus der Gruppe der Metallcarbonyle.

## Gewinnung und Darstellung
Dimangandecacarbonyl kann durch Druckcarbonylierung von Mangan(II)-Salzen, wie z. B. Mangan(II)-chlorid oder Mangan(II)-acetat gewonnen werden.
{\displaystyle \mathrm {2\ Mn(CH_{3}CO_{2})_{2}+10\ CO\ {\xrightarrow[{300\ bar\ CO}]{Al(C_{2}H_{5})_{3}}}Mn_{2}(CO)_{10}} }

## Eigenschaften
Dimangandecacarbonyl ist ein goldgelber lichtempfindlicher Feststoff, der unlöslich in Wasser ist. Er ist löslich in praktisch allen organischen Lösungsmitteln und ist längere Zeit stabil in Luft. Er sublimiert im Hochvakuum bereits bei Raumtemperatur zügig. Seine Lösungen sind luftempfindlich.

## Verwendung
Dimangandecacarbonyl ist ein Ausgangsmaterial für Mangancarbonyl-Verbindungen und wird als Katalysator und Antiklopfmittel verwendet.